# San Giuseppe (Monza)
Il quartiere San Giuseppe è un rione a sud-ovest della città di Monza, ed è amministrativamente appartenente alla Circoscrizione 4 della città.
Genericamente consiste nella parte di territorio monzese delimitata da Viale Lombardia, Via Romagna, Via Marsala, e Via Borgazzi. Confina ad ovest con San Fruttuoso, a nord con Triante e San Carlo e ad est con San Rocco.

## Infrastrutture e trasporti
Il quartiere è servito dalle linee urbane z201, z202 e z208 ed extraurbana z221.